# BMW 502
La 502 è un'autovettura di lusso prodotta dal 1954 al 1964 dalla Casa automobilistica tedesca BMW. Fra il 1958 e il 1961, la denominazione commerciale mutò in 3,2, in virtù dell'unica motorizzazione rimasta in listino in quel periodo, mentre durante il suo ultimo biennio di produzione, essa mutò ancora in 3200.

## Storia e profilo

### Genesi e debutto
Fin da prima del lancio della 501, vettura di fascia alta equipaggiata inizialmente con un motore da 2 litri, si era deciso di derivare da quest'ultima una versione più rifinita, potente e costosa, equipaggiata con un motore di cilindrata superiore, che potesse anche andare a presidiare i segmenti di mercato superiori a quello occupato dalla 501 stessa e in modo da proporsi come erede ideale della 335 d'anteguerra. Per questo motivo, ci si mise al lavoro già poco dopo la fine della Seconda Guerra Mondiale. Il contesto storico in cui il progetto relativo alla 502 venne portato avanti e sviluppato fu molto tormentato a causa delle difficoltà economiche in cui la casa dell'Elica si venne a trovare, ma anche per la complicata situazione geopolitica a cui la stessa Germania fu soggetta.
A causa della grave situazione in cui la BMW si venne a trovare, l'idea di sviluppare ex-novo una vera ammiraglia di lusso dall'aspetto moderno fu accantonata quasi subito. La soluzione scelta fu invece quella di condividere scocca e telaio con l'altro nascente modello della casa dell'Elica, ossia la 501, dalla quale il nuovo modello di punta si sarebbe differenziato per il motore più potente e raffinato. Si pensò quasi subito ad un motore V8, più raffinato del 6 cilindri in linea utilizzato fino a quel momento, ma anche più costoso. Gran parte degli sforzi economici fu quindi indirizzata allo sviluppo di questo nuovo motore. Il nuovo modello venne presentato al Salone di Ginevra del 1954 con il nome di 502, per differenziarla dalla "sorella minore" 501.

#### Design e stile
Esteriormente quasi identica in tutto e per tutto alla 501, la 502 se ne differenziò sostanzialmente per la presenza di fari fendinebbia sui parafanghi anteriori e per un più ampio utilizzo di cromature, allo scopo di impreziosirne la vista d'insieme. La nuova arrivata in casa BMW si propose quindi con un corpo vettura imponente, ma dai tratti avvolgenti e tondeggianti. Il suo stile piuttosto ricercato per l'epoca, le valse il soprannome di Barockengel ("angelo barocco" in tedesco) e si discostava sia dalle classiche forme a parafango separato, sebbene quest'ultimo fosse ancora chiaramente distinguibile rispetto al resto del corpo vettura, sia dalle più moderne configurazioni di tipo ponton che proprio in quel periodo stavano cominciando a diffondersi. Disegnata da Peter Szymanowski, che fino a prima della guerra era direttore dello stabilimento di Eisenach, la linea della 502 costituì il punto ultimo di evoluzione ed affinamento di un lavoro cominciato durante la guerra e portato avanti in clandestinità, lavoro che prevedeva lo studio di soluzioni aerodinamiche per la produzione post-bellica e che fece il suo debutto nel 1951 in occasione della presentazione del primo prototipo della 501 al Salone di Francoforte.
L'abitacolo della 502 era sobrio, ma più ricco e completo rispetto a quello della 501, e comunque ugualmente generoso in fatto di abitabilità: lo spazio a bordo era infatti abbondante persino per sei persone, dal momento che la leva del cambio venne montata sul piantone del volante permettendo così di installare un divano anteriore a tre posti, cui si aggiunse il consueto divano posteriore di pari capienza.

#### Struttura, meccanica e motore
Come già anticipato, la 502 riprese scocca e telaio della 501, perciò anche le soluzioni relative alla meccanica telaistica vennero condivise. La struttura di base rimaneva quindi quella del tipo a telaio separato con scocca in lamiera, entrambi in acciaio. Il telaio, progettato e realizzato da Alfred Böning già per la 501, era costituito da elementi scatolati saldati ad una base a longheroni e traverse e si rivelò particolarmente robusto, ragion per cui, nonostante la casa dell'Elica avesse rinunciato per motivi di costi allo sviluppo di una più moderna struttura a scocca portante, tale base telaistica si prestò particolarmente bene all'allestimento di versioni speciali carrozzate da ditte esterne a seconda delle esigenze del cliente. Non solo, ma la particolare robustezza del telaio costituì un valore aggiunto sul piano della sicurezza passiva, assieme al serbatoio carburante, montato in una posizione particolarmente protetta dagli urti. L'architettura meccanica della 501 era quella classica della maggior parte delle vetture di quegli anni, con motore anteriore longitudinale e trazione posteriore. Anche nella 502 si ritrovavano le sospensioni a barre di torsione longitudinali, con doppi bracci trasversali all'anteriore e ammortizzatori idraulici telescopici montati in obliquo in modo da risultare in basso all'esterno del braccio inferiore e in alto all'esterno del braccio superiore. Tale soluzione permise di ottenere un più alto livello di comfort. Il retrotreno era sempre a barre di torsione longitudinali, ma prevedeva una più rustica soluzione ad assale rigido. L'impianto frenante era del tipo a tamburi sulle quattro ruote con comando a cavo, una soluzione poco efficace che costituì uno dei nei che penalizzarono le vendite della vettura. Lo sterzo era caratterizzato da una notevole precisione, data dalla soluzione, adottata dai tecnici BMW, di trasferire i vantaggi e la semplicità di uno sterzo a cremagliera su di un segmento di ruota piatta, praticamente una sorta di coppia conica applicata allo sterzo. Tale scatola sterzo era lubrificata con lo stesso olio che serviva a lubrificare le sospensioni anteriori.
Il motore con cui la 502 fece il suo debutto fu un motore dall'architettura raffinata e dalle soluzioni tecniche assai valide per quel periodo. Si trattava del primo V8 prodotto in Germania dopo la fine della seconda guerra mondiale, ma anche del primo V8 al mondo realizzato interamente in lega di alluminio. Questi due primati pongono ancor oggi questo motore all'attenzione di molti storici dell'automobile, a prescindere dai risultati che la 502 riscosse sul piano commerciale. Questo motore era caratterizzato da una cilindrata di 2580 cm3, dalla distribuzione ad asse a camme centrale fra le due bancate e a due valvole per cilindro. Era in grado di erogare una potenza massima di 100 CV, sufficienti per spingere la vettura ad una velocità massima di 165 km/h. Il cambio era di tipo manuale a 4 marce ed era realizzato dalla ZF.

### Evoluzione della gamma

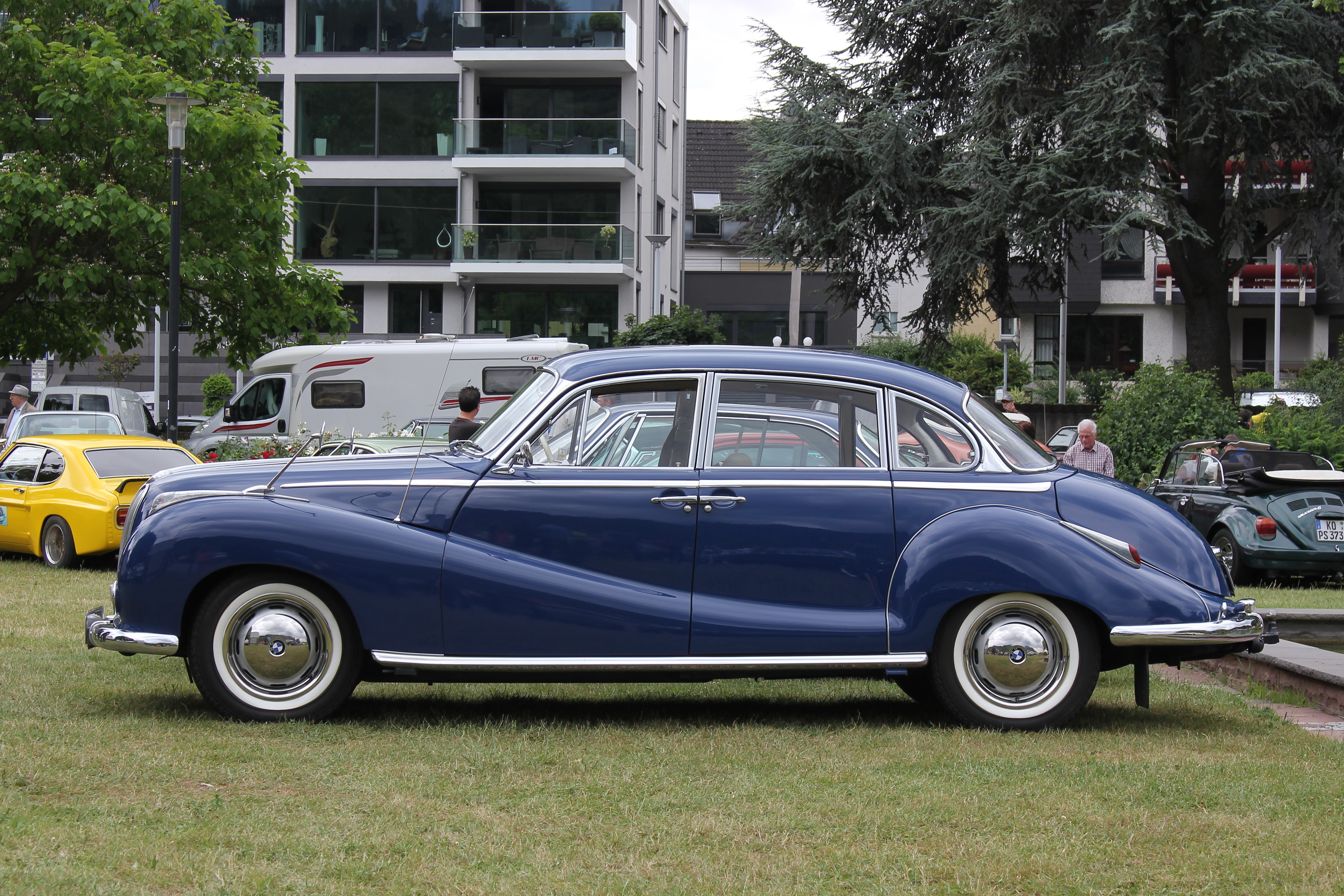
Vista laterale di una BMW 502

La commercializzazione della 502 fu avviata solo a partire dal mese di settembre di quello stesso anno. La sua principale concorrente fu la Mercedes-Benz 300b, che poi evolverà anche nei modelli 300c e 300d, ma che già nell'edizione del 1954 erogava 125 CV di potenza massima, rivelandosi quindi già dall'inizio più potente della rivale bavarese, ma con prestazioni leggermente inferiori a causa della sua massa decisamente superiore (circa 3 quintali e mezzo in più). Il prezzo di listino per la 502 era di 17.800 marchi, contro i 22.000 richiesti per una 300b. Tali circostanze avrebbero potuto costituire un punto di forza per la 502 sul piano della commerciabilità, ma in realtà le cose non andarono in questo modo: la clientela continuò ad orientarsi maggiormente sulle vetture di Stoccarda, la cui gamma, peraltro, non prevedeva al momento una vera e propria concorrente diretta della 502, ma appunto dei modelli alternativi, tra cui la già citata 300b da 125 CV oppure la 220a da 85 CV. Vi era quindi una maggior possibilità di scelta nel listino Mercedes-Benz, senza contare il fatto che la 502 era inevitabilmente troppo simile alla "sorella minore" 501, più scarna ed economica, ed oltretutto non più modernissima come linea, in un periodo storico in cui ormai la maggior parte della produzione automobilistica europea si era convertita alle carrozzerie di tipo ponton, più moderne, gradevoli e filanti, persino presso la conservatrice industria automobilistica britannica, con la Jaguar che di lì a poco lancerà la Jaguar Mark I, caratterizzata anch'essa da una gradevole e moderna carrozzeria ponton.
Nel frattempo vennero prodotte anche alcune decine di esemplari con carrozzerie fuoriserie, principalmente realizzate dalla carrozzeria Baur di Stoccarda e dalla carrozzeria Autenrieth di Darmstadt. Le fuoriserie della Baur, fondamentalmente delle coupé e della cabriolet, verranno vendute attraverso la rete ufficiale BMW, mentre quelle realizzate da altri carrozzieri prevederanno invece l'acquisto del telaio nudo da parte del cliente, che poi verrà "vestito" secondo le sue esigenze dopo che il telaio verrà inviato alla carrozzeria prescelta e presso la quale avverrà il ritiro della vettura finita.

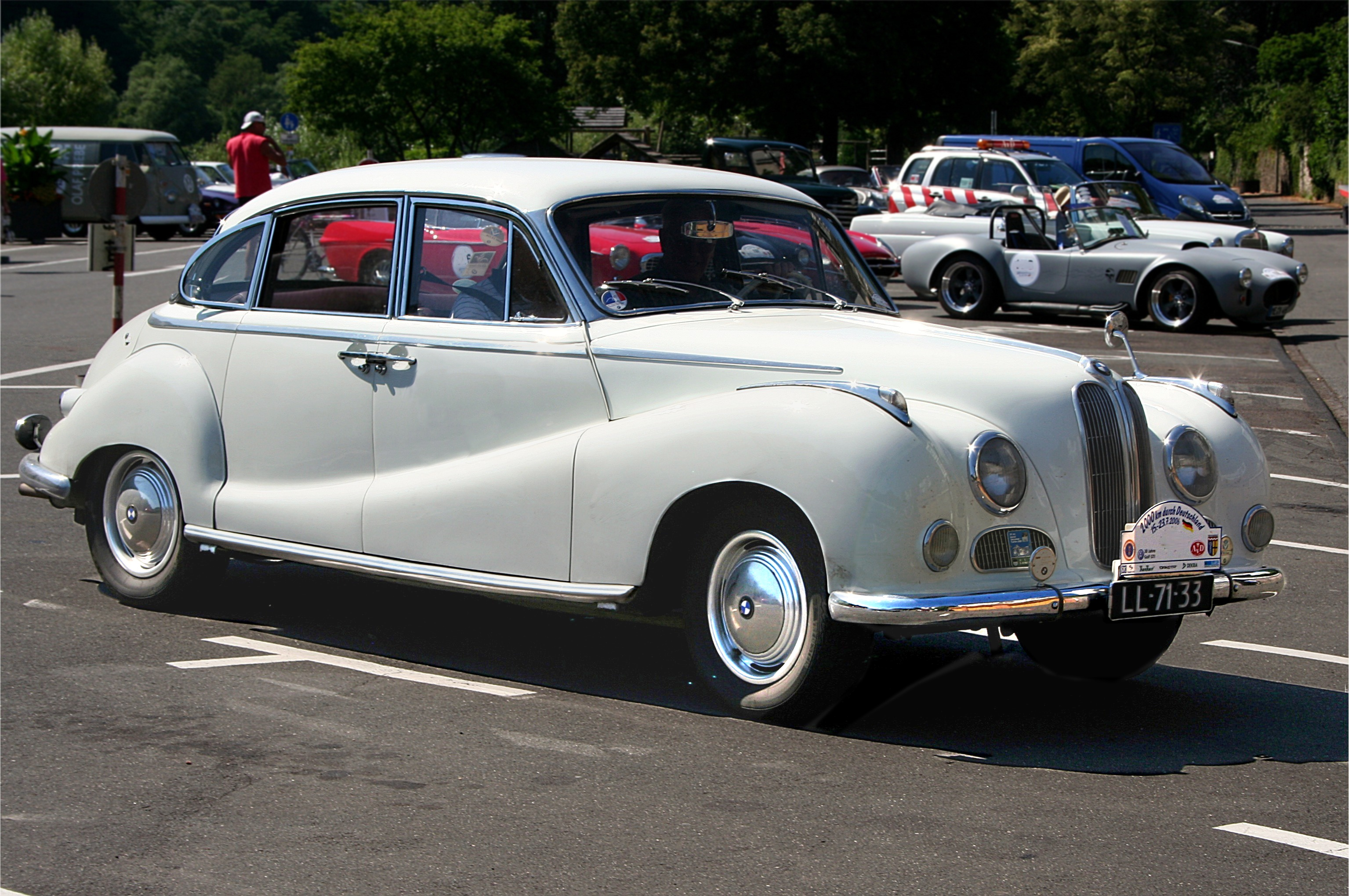
Una BMW 3200 L, proposta a partire dal settembre 1961

Intanto, per rinvigorire la propria gamma e le possibilità di vendita, la casa dell'Elica introdusse nell'ottobre del 1955 un'altra 502, equipaggiata con un motore da 3168 cm3 ed in grado di erogare una potenza massima di 120 CV. Tale modello entrò in gamma in affiancamento al motore di cilindrata inferiore. Tale gamma rimase in vigore fino al mese di aprile del 1957, quando il V8 da 3,2 litri venne proposto in gamma anche con potenza massima di 140 CV. Un anno e mezzo dopo, e siamo nell'ottobre del 1958, la 502 venne proposta unicamente con il motore di cilindrata superiore e perse la sua denominazione originaria per essere ribattezzata semplicemente BMW 3,2. Ciò avvenne analogamente a quanto previsto per la gamma 501, che venne ribattezzata BMW 2,6 in quanto già da circa tre anni venne proposta anche con il V8 da 2,6 litri inizialmente riservato solo alla 502. La BMW 3,2 continuò così la sua carriera commerciale fino al mese di settembre del 1961, quando venne nuovamente soggetta ad un cambio di denominazione, dando luogo alla BMW 3200. Tale modello venne stavolta proposto in due varianti di allestimento: nella 3200 L venne montato il già noto V8 da 3,2 litri nella variante da 140 CV di potenza massima, mentre per la 3200 S ci si spinse ancora più in là, portando la potenza massima a 160 CV. Venne quindi pensionato l'originario motore da 120 CV. La produzione della 3200 si protrasse quindi fino al mese di marzo del 1964, quando la 502 venne tolta definitivamente dal listino. La sua erede sarebbe arrivata solo nel 1968, quando verrà lanciata la gamma Neue Six.

### Galleria fotografica
In questa sezione vengono mostrate alcune foto relative a 502 di serie ed altre fuoriserie prodotte da altri carrozzieri: non si tratta di una galleria fotografica fine a sé stessa, ma finalizzata ad avere davanti agli occhi una panoramica di alcune reinterpretazioni da parte di altre carrozzerie e di confrontarle con la produzione di serie.
| BMW 502 | BMW 502 Coupé Baur | BMW 502 Cabriolet Baur | BMW 502 Cabriolet Autenrieth | BMW 502 Cabriolet Autenrieth (1960) |
| ------- | ------------------ | ---------------------- | ---------------------------- | ----------------------------------- |
|         |                    |                        |                              |                                     |

Oltre alle fuoriserie raffigurate, ve ne sono state altre e di pregevole fattura, tra cui la cabriolet di Jacobsen & Steinberg o un'altra cabriolet di Autenrieth dal frontale inedito rispetto alle due già illustrate, oppure ancora le coupé e cabriolet di Ramseier, per proseguire con la coupé di Beutler. Resta solo il dubbio inerente ad una creazione made in Italy o meno, vale a dire un'altra coupé di Beutler, che però alcune fonti attribuiscono a Vignale.

### Riepilogo caratteristiche
Di seguito vengono riepilogate le caratteristiche relative alla gamma dei modelli 502, 3,2 e 3200. I prezzi riporati sono in marchi (DM) e si riferiscono al momento del debutto nel mercato tedesco: